# KMS状態
量子力学や場の量子論の系の統計力学では、熱平衡状態にある系の性質を数学的な対象で記述することができて、久保-マーティン-シュウィンガー状態(KMS state)、一般には KMS状態 と呼ばれる。この状態は、Kubo (1957) で導入された KMS条件(KMS condition）を満たし、Martin & Schwinger (1959)ではこれを使い 熱力学的 グリーン函数 を定義し、Rudolf Haag, M. Winnink, and N. M. Hugenholtz (1967) は熱平衡状態を定義することに使った。

## KMS状態
最も簡単に研究できる場合は、有限次元のヒルベルト空間の場合で、そこでは相転移や自発的対称性の破れといった複雑なことが発生しない。熱平衡状態の密度行列は次式で与えられる。
{\displaystyle \rho _{\beta ,\mu }={\frac {e^{-\beta \left(H-\mu N\right)}}{\mathrm {Tr} \left[e^{-\beta \left(H-\mu N\right)}\right]}}={\frac {e^{-\beta \left(H-\mu N\right)}}{Z(\beta ,\mu )}}}
ここに H はハミルトニアン作用素であり、N は数演算子（もしくは、より一般的には、電荷作用素）であり、
{\displaystyle Z(\beta ,\mu )\ {\stackrel {\mathrm {def} }{=}}\ \mathrm {Tr} \left[e^{-\beta \left(H-\mu N\right)}\right]}
は分配函数である。N は H と可換であり、言い換えれば、粒子数は保存される。
ハイゼンベルク描像では密度行列は時間ともに変化しないが、作用素は時間依存である。特に、τ だけ時刻を進める作用素 A の変換は次式の作用素を与える。
{\displaystyle \alpha _{\tau }(A)\ {\stackrel {\mathrm {def} }{=}}\ e^{iH\tau }Ae^{-iH\tau }}
内部対称性「回転」を持つ時間発展の組み合わせは、さらに一般的に次の式を与える。
{\displaystyle \alpha _{\tau }^{\mu }(A)\ {\stackrel {\mathrm {def} }{=}}\ e^{i\left(H-\mu N\right)\tau }Ae^{-i\left(H-\mu N\right)\tau }}
代数的な計算を少し行うと、期待値
{\displaystyle \langle \alpha _{\tau }^{\mu }(A)B\rangle _{\beta ,\mu }=\mathrm {Tr} \left[\rho \alpha _{\tau }^{\mu }(A)B\right]=\mathrm {Tr} \left[\rho B\alpha _{\tau +i\beta }^{\mu }(A)\right]=\langle B\alpha _{\tau +i\beta }^{\mu }(A)\rangle _{\beta ,\mu }}
が、任意の2つの作用素 A と B 及び任意の実数 τ に対して与えられる（すべて有限次元のヒルベルト空間を前提とする）。ここでは密度行列が任意の (H-μN) の函数と可換であり、トレースが巡回的可換であるという事実を使う。
最初に示唆したように、無限次元ヒルベルト空間では、相転移、自発的な対称性の破れ、トレースクラスではない作用素、分散函数の発散というような、多くの問題に直面する。
z の複素函数 {\displaystyle \langle \alpha _{z}^{\mu }(A)B\rangle } は複素数の帯状境域 {\displaystyle -\beta <\Im {z}<0} で収束し、一方、もし H-μN のスペクトルは下から有界であること、密度が指数函数的に増加しない（ハゲドーン温度(Hagedorn temperature)参照）というような技術的な仮定を設けると {\displaystyle \langle B\alpha _{z}^{\mu }(A)\rangle } は帯状領域 {\displaystyle 0<\Im {z}<\beta } で収束する。函数が収束すると、必然的にそれらの微分として定義されている帯状領域の中で解析接続され、次の式が成り立つこと得る。
{\displaystyle {\frac {d}{dz}}\langle \alpha _{z}^{\mu }(A)B\rangle =i\langle \alpha _{z}^{\mu }\left(\left[H-\mu N,A\right]\right)B\rangle }
{\displaystyle {\frac {d}{dz}}\langle B\alpha _{z}^{\mu }(A)\rangle =i\langle B\alpha _{z}^{\mu }\left(\left[H-\mu N,A\right]\right)\rangle }
しかし、KMS 状態 を次式を満たす任意の状態として定義することができる。
{\displaystyle \langle \alpha _{\tau }^{\mu }(A)B\rangle =\langle B\alpha _{\tau +i\beta }^{\mu }(A)\rangle }
ここでは {\displaystyle \langle \alpha _{z}^{\mu }(A)B\rangle } と {\displaystyle \langle B\alpha _{z}^{\mu }(A)\rangle } は、それら帯状領域の中で z の解析函数である。
{\displaystyle \langle \alpha _{\tau }^{\mu }(A)B\rangle } と {\displaystyle \langle B\alpha _{\tau +i\beta }^{\mu }(A)\rangle } は、問題の中の解析函数の超函数としての境界値である。
この式は、体積と粒子数を無限大とする熱力学的極限を正しく与えるが、もし相転移や自発的対称性の破れが存在すれば、KMS 状態は一意ではない。
KMS 状態の密度行列は、富田・竹崎理論(Tomita–Takesaki theory)を経て、ユニタリ変換と関係している。ユニタリ変換は、時間遷移（あるいは時間遷移とゼロでない化学ポテンシャルの内部対称性の変換）を合わせた変換を意味する。